# Ein Farraj
Ein Farraj (tiếng Ả Rập: عين فراج) là một ngôi làng Syria nằm ở phó huyện Wadi al-Uyun ở huyện Masyaf, Hama. Theo Cục Thống kê Trung ương Syria (CBS), Ein Farraj có dân số 190 người trong cuộc điều tra dân số năm 2004.